# Ялина ситхінська
Picea sitchensis (ялина сітхинська або ялина ситхінська, англ. Sitka spruce, фр. épinette de Sitka) — вид роду ялина родини соснових.
Вид названий за місцевістю Сітка (Аляска).

## Поширення, екологія
Країни поширення: Канада (Британська Колумбія); США (Аляска, Каліфорнія, Орегон, Вашингтон). Зустрічається від припливних до крутих гірських схилів на Алясці і в Британській Колумбії, загалом, до приблизно 900 м над рівнем моря (найвище, 1189 м), завжди в безпосередній близькості від океанічної погоди. Ґрунти різні, зазвичай з товстим гумусовим шаром. Клімат дуже вологий, річна кількість опадів коливається від 1300 до 3750 мм, зима помірна (у прибережній Алясці сніг взимку, як правило, залишається тільки вище 200 м). На острові Ванкувер і на олімпійському півострові у Вашингтоні ця ялина досягає найбільшого розміру. Зазвичай змішується з Tsuga heterophylla (тіньовитривалий конкурент), Pseudotsuga menziesii і Thuja plicata, інші.

## Опис

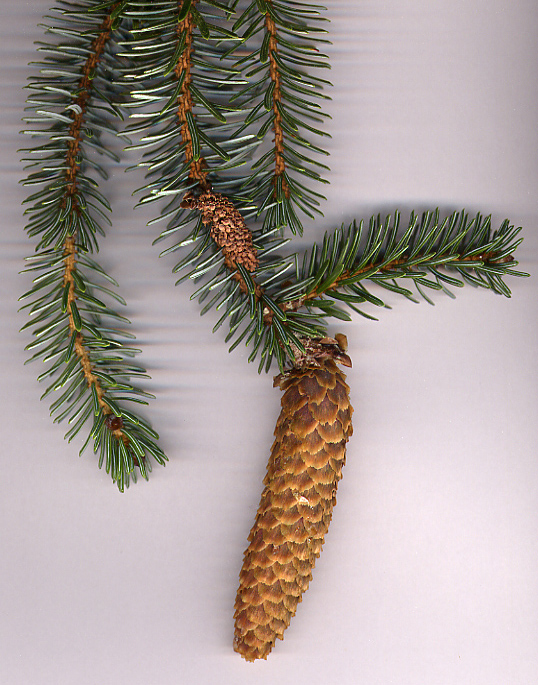
Гілка зі зрілою насіннєвою шишкою і старою пилковою шишкою

Дерево до 80 м у висоту і 500 см діаметра на рівні грудей з прямим стовбуром і відкритою, конічною кроною горизонтальних гілок. Кора сіра, гладка, тонка, стаючи темно-пурпурно-коричневою з лускатими пластинами. Гілки дещо повислі. Бруньки червонувато-коричневі, 5–10 мм, вершини округлі. Голки (1,2)1,5–2,5(3) см, сплющені або широко трикутні в поперечному перерізі (нижня поверхня округла або злегка кутова), досить жорсткі (гострі), від синьо-зеленого до світло-жовто-зеленого кольору, верхня поверхня темно-зелена. Шишки 5–9(10) см завдовжки, циліндричні, на коротких ніжках, зелені або червонуваті, після дозрівання від блідо-бурого до світло-оранжево-коричневого кольору. Насіння чорне, 3 мм завдовжки, з тонкими, 7–9 мм довжиною блідо-коричневими крилами. 2n = 24.

## Використання
Це дуже цінне дерево і темпи вирубки перевищують вирубки інших видів і старовікові дерева мають по-справжньому чудові розміри. Дерева менших розмірів використовуються в паперовій промисловості, але великі дерева цінуються для будівництва і спеціальних застосувань, таких як мала авіація, щогли й лонжерони для вітрильних суден, весла для гребних човнів, трапів і музичних інструментів. Ялина широко використовується в лісонасадженнях на бідних ґрунтах, в прохолодному і вологому кліматі, таких як пагорби і болота Ірландії та Шотландії. У садівництві знаходить менше використання; більшість насаджень у великих парках як зразки дерев датуються XIX століттям. Вимагає прохолодного й вологого клімату.

## Загрози та охорона
Вирубка є основною загрозою. Цей вид присутній на кількох охоронних територіях, зокрема в національних парках.

## Цікаві факти
- Найвища Ялина ситхінська має 96,7 м висоти за останніми вимірами 2007 року. Її місце перебування зберігається в таємниці, проте відомо, що вона зростає на території парку «Prairie Creek Redwoods»[4].
- На острові Кемпбелл неподалік Нової Зеландії росте ялина ситхінська, яка визнана найсамотнішим деревом світу. На острові немає більше дерев, а найближче дерево росте за 222 км на Оклендських островах[5][6][7]. Вважається, що дерево було посаджене губернатором Нової Зеландії лордом Ранфурлі між 1901 і 1907 роками, коли він був в експедиції для збору зразків птахів для Британського музею[8].